# Eduard de Boer
Eduard de Boer (Sneek, 24 juli 1957) is een Nederlands componist, muziekpedagoog, dirigent en pianist. Hij is ook bekend onder zijn pseudoniem: Alexander Comitas.

## Levensloop
De Boer studeerde aan het Utrechts Conservatorium piano bij Thom Bollen, compositie bij Hans Kox en aan het Conservatorium Maastricht orkestdirectie bij Anton Kersjes. Van 1981 tot 1990 was hij als freelance pianist voor de orkesten en koren van de Nederlandse omroeporganisaties werkzaam. Vervolgens richtte hij zich op het componeren.
De Boer doceert sinds 1994 compositie aan het Utrechts Conservatorium. Verder is hij docent voor blaasorkest-compositie aan het Leopold Mozart centrum van de Universiteit Augsburg.
In juli 2000 maakte hij zijn directiedebuut met eigen werk in het Tsjeremetievsky Paleis in Sint-Petersburg.
Sinds 1981 schrijft hij composities, voornamelijk als opdrachten. Bijvoorbeeld de ouverture voor de opening van het Muziekcentrum te Enschede in 1988, die hij later ook bewerkte voor harmonieorkest. Voor de eerste sessie in het Muziekcentrum Frits Philips te Eindhoven in 1992 schreef hij de cantate The Wedding of the Moon and Sun en zijn Concert nr. 1, voor viool en orkest schreef hij voor de opening van de Concerthal te Tilburg in 1996. Ter gelegenheid van de Eureka-conferentie van de Europese ministers te Rotterdam in 1991 componeerde hij de Fantasie Ouverture Eureka!.
Voor blaasorkest schreef Comitas tot dusver onder meer drie Armeense Rapsodieën (nr. 1 voor harmonie-, nr. 2 en 3 voor fanfareorkest), en, in opdracht van de Marinierskapel, A Night on Culbin Sands. In 1995 was Armeense Rapsodie nr. 1 verplicht werk voor de sectie harmonieorkesten tijdens de Eerste Open Kampioenschappen voor blaasorkesten uitkomend in de concertafdeling, in Kerkrade. A Night on Culbin Sands werd geselecteerd als verplicht werk voor de concertafdeling in de sectie harmonieorkesten tijdens het 14e Wereld Muziek Concours van 2001 in Kerkrade. Het werk Brass, een hevige metal-sequentie voor fanfareorkest, op. 53 werd verplicht werk tijdens het 16e Wereld Muziek Concours in 2009 in de sectie fanfareorkesten uitkomend in de concertafdeling. Armeense Rapsodie nr. 3 was het verplichte werk tijdens de Open Nederlandse Fanfare Kampioenschappen in 2016 voor de fanfareorkesten uitkomend in de eerste divisie.

## Composities

### Werken voor orkest

#### Symfonieën
- 1987-1989 Symfonie nr. 1 "Uit het Dagboek van Etty Hillesum", voor orkest, op. 20
  1. Ruïnes
  2. Systemen
  3. Epiloog
- 1992-1995 Symfonie nr. 2 "From the Song of Songs", voor sopraan, tenor, gemengd koor en groot orkest, op. 30 - tekst: Lied der liederen
  1. Eerste deel
    1. Let him kiss me
    2. On my bed at night

  2. Tweede deel
    1. Who is she
    2. I slept, but my heart was awake

#### Concerten voor instrumenten en orkest
- 1980 Concertino over een Nederlands Volksliedje, voor cello en orkest, op. 7 nr. 2 (opgedragen aan: Roland Kieft)
  1. Thema met variaties
  2. Adagio ma non troppo
  3. Rondo: Allegro vivace
- 1987 Nigun, voor cello en orkest, op. 16
- 1996 Concert nr. 1 in D, voor viool en orkest, op. 31
  1. Andante
  2. Scherzo. Presto
  3. Adagio -
  4. Finale. Allegro assai
- 1994-2001 Concerto nr. 2 "Doktor Faustus", voor viool en orkest, op. 34
  1. Andante amoroso
  2. Scherzo. Presto molto agitato
  3. Tema con Variazioni

#### Andere werken voor orkest
- 1978 rev.1990 Homage to Dmitri Sjostakovitsj, voor orkest, op. 4
- 1979 rev.1996 Arina's Droom, voor kamerorkest, op. 6
- 1981 Blauwvingers, fantasie voor orkest, op. 8 (opgedragen aan: Wim Baarens en het Zwols Symfonie Orkest)
  1. Expositie
  2. Wals '81
  3. Reprise met Klokkenspel
- 1982 Foxtrot over een Nederlands Volksliedje, voor kamerorkest, op. 7 nr. 1
- 1983 Flevoland Suite, voor orkest, op. 12
  1. Inleiding
  2. Beweging
  3. Harderbroek
  4. Het Morris Observatorium
  5. De Vogelweg
  6. Kavel JZ-20
  7. Finale:
    1. Naar buiten
    2. Rondvlucht
    3. Nachtwake
    4. Zonsopgang
- 1988 Ouverture, voor orkest
- 1990-1991 Eureka!, fantasie ouverture voor groot orkest - première: 18 juni 1991, De Doelen, Rotterdam, door het Rotterdams Philharmonisch Orkest onder leiding van Jukka-Pekka Saraste
- 1992 Pierrot, scherzo voor strijkorkest, op. 14 nr. 2
- 1994-1995 In de Zevende Hemel, feestelijke muziek voor strijkorkest, op. 14 nr. 3
- 1999-2005 Serenade, voor Strijkorkest, op. 39a
- 2000 A Night on Culbin Sands, versie voor orkest, op. 38 nr. 1a
- 2002-2003 Ode aan Etty, voor kamerorkest, op. 45 nr. 1
- 2003 Two Pieces for the Ballet Play "Alice in Wonderland", voor groot ensemble

### Werken voor harmonieorkest, fanfareorkest en brassband
- 1988 rev.1994 Caucasische Epode, voor harmonieorkest, op. 19 - première: 28 juli 1995, Concert Hall, Hamamatsu (Final Concert of the International WASBE Conference 1995) door het Nationaal Jeugd Harmonie Orkest onder leiding van Jan Cober)
- 1990 Armeense Rhapsodie nr. 1, voor groot harmonieorkest (opgedragen aan: Pierre Kuijpers)
- 1996 Homage to Dmitri Sjostakovitsj, voor harmonieorkest (bewerking: Frans Scheepers)
- 1996 Armeense Rapsodie nr. 2, voor fanfareorkest, op. 32
- 1999 rev.2000 A Night on Culbin Sands, symfonisch gedicht voor groot harmonieorkest geïnspireerd door Gordon Bottomleys toneelstuk Culbin Sands, op. 38 nr. 1
- 1999-2000 Walpurgisnacht, voor gemengd koor en fanfareorkest, op. 40 - tekst: uit Faust I van Johann Wolfgang von Goethe
- 2000 rev.2003 De Heksenketel, voor fanfareorkest, op. 38 nr. 2
- 2001 rev.2003 De Heksenketel, voor harmonieorkest, op. 38 nr. 2a
- 2002-2003 Macbeth. Music after Act I of Shakespeare's Play, voor harmonieorkest (opgedragen aan: Maurice Hamers and the Sinfonisches Blasorchester der Musikhochschule Nürnberg-Augsburg)
  1. Introduction: The Witches
  2. Battle
  3. Foretelling
  4. Rapt
  5. Setback
  6. Scheming
- 2003 Sacrum Sacramentum, voor fanfareorkest, op. 46
  1. Mirabilia Opera Tua, Domine
  2. O Sacrum Convivium
  3. O Magnum Misterium
  4. Beatus Ille Servus
- 2003 Ode to Lilith, voor altsaxofoon en fanfareorkest, op. 45 nr. 2
- 2004-2006 Cantica Aviditatis, voor tenor, bariton, gemengd koor en harmonieorkest, op. 48 - tekst: uit Carmina Burana
  1. Prima Pars: Nummus Imperator Mundi
    1. Nummus Regnat Ubique
    2. Ex Evangelii Secundum Marcus Argenti - Attacca:
    3. Supplicium
    4. Hymnus ad Beneficii Auctorem
    5. Dare - Tenere
    6. Vox Nummi

  2. Secunda Pars: In Nomine Decii
    1. Hiemali Tempore
    2. Ve, Decie! - Attacca:
    3. Ex Officii Lusorum

  3. Tertia Pars: De Rerum Cursu
    1. Amara Tanta Tyri
    2. Stabilitas
    3. Clausula
- 2005 Uit een Sprookje, voor harmonieorkest en muziekschool orkest, op. 50a
  1. Er was eens...
  2. Zorgen
  3. Gevecht
  4. Happy End
  5. En ze leefden nog ...
- 2005-2006 Uit een Sprookje, versie voor harmonieorkest, op. 50b
- 2006-2007 Brass, een hevige metal sequentie voor fanfareorkest, op. 53 (verplicht werk tijdens het 16e Wereld Muziek Concours te Kerkrade in 2009 in de sectie fanfareorkesten uitkomend in de concertafdeling)
- 2007 Concerto, voor contrabas en harmonieorkest, op. 54
- 2008-2009 Concerto, voor piano en harmonieorkest, op. 59
  1. Moderato – Piú mosso
  2. Adagio ma non troppo
  3. Allegro vivace
- 2009 Ayahuasca, voor fanfareorkest
- 2009 Armeense Rapsodie nr. 3, voor fanfareorkest, op. 60
- 2009 Macbeth - Five Choreographic Episodes based on Shakespeare’s Play Episode II: Murder
  1. Introduction
  2. Arrival
  3. The Deed
  4. Discovery and Pandemonium
- 2010 Ach Du Lieber!, voor harmonieorkest
- 2010 Schwegelpfeiffer Scherzo, voor harmonieorkest
- 2011 Elegy for Tohoku, voor harmonieorkest
- 2011 Vita Aeterna, voor fanfareorkest. Op. 62 no. 1[1]
- 2011-2013 Symfonie nr. 3 "Tribute to Komitas", voor harmonieorkest Op. 66
  1. Recollections
  2. April
  3. Grief
  4. Eternal Piece
- 2012 Variations and Fugue on an Original Theme (Vita Aeterna Variaties), op. 62 no. 2
  1. Introduction and Theme
  2. Variation I Adagio
  3. Variation II Allegro Energico
  4. Variation III Tempo di Valse in Modo Subdolo
  5. Variation IV Largo
  6. Variation V Adagio
  7. Variation VI Tempo di Marcia
  8. Finale: Fugue and Apotheosis. Allegro Vivace

### Missen, oratoria, cantates en gewijde muziek
- 1990-1991 Cantica Mortis, voor gemengd koor, twee piano's en slagwerk, op. 23
  1. An beatitudo solum sit post mortem - tekst: Joachim Camerarius de Oude
  2. Choreae mortuales - tekst: Jacob Balde
  3. Vita ipsa cursus ad mortem est - tekst: Thomas More
- 1990-1991 Cantica Mortis, voor gemengd koor en orkest, op. 23a (opgedragen aan: Jan Steeghs)
- 1991-1992 The Wedding of the Moon and Sun, Fragments from a Caucasian Romance, cantate voor sopraan, tenor, gemengd koor en orkest, op. 25 - tekst: Ian Burton
  1. Prelude: On the Plain
  2. On the Dhow
  3. Anna's Song
  4. Wedding Feast:
    1. Introduction and
    2. Otar's Song
    3. Love Duet
    4. Apotheosis
- 1998 De Novissimis Rebus, oratorium voor sopraan, contralto, tenor, bas, gemengd koor en orkest, op. 37 - tekst: gebaseerd op de Apocalyps
  1. Prologus in caelo
  2. Praeludium: Opera diaboli in terram
  3. Mille annorum regnum
  4. Confessio
  5. Dies irae
  6. Ultimum iudicium
  7. Supplicatio
  8. Novum caelum novaque terra
  9. Caelestis paradisus
- 2002 Et Benedixit Illis, voor gemengd koor, kamerorgel en strijkorkest, op. 43
- 2003 Spiritus Sanctus, voor kinder- of vrouwenkoor, op. 44 nr. 2 - tekst: Hildegard von Bingen
- 2004 Ave Nobilis Maria, voor gemengd koor en strijkorkest, op. 43 nr. 2 - tekst: nr. 11 uit Carmina Burana
- 2004 Ave Nobilis Maria, voor gemengd koor en orgel, op. 43 nr. 2a
- 2004 Stabat Mater, voor dramatische sopraan, gemengd koor en orkest, op. 47 - tekst: versch. bronnen
  1. Dolorosa
  2. Irata
  3. Desolata
  4. Acquiescens
- 2004-2005 Psalm 91, uit de opera De Russenoorlog voor gemengd koor, harmonieorkest of fanfareorkest

### Wereldlijke oratoria
- 2006 Der Förderverein (De steunvereniging), wereldlijk oratorium naar teksten uit Ungereimte Bilder van Franz Custos voor groot koor, kamerkoor, (koor-)solisten, symfonieorkest en harmonieorkest (ad libitum), op. 52, geschreven in opdracht van GSMG Bragi.
  1. Eerste deel: De begin
    1. Proloog. openingskoor
    2. Dialoog, recitatief en wals
    3. Die oprichting. Feestelijk koraal

  2. Tweede deel: Jaren later
    1. Jubel en treur. dubbelde koor
    2. Maar... Aria
    3. Pandemonium. Scherzo met trio

  3. Derde deel: Het onderzoek
    1. Een krachtige besluit
    2. Angsten. Orgelpunt
    3. Tegenzet, recitatief en slotakkoord

  4. Vierde deel: De uitgang
    1. In verwachting. Voorspeel
    2. Eindelijk. Recitatief en melodrama
    3. Overtuigend slot. Slotkoor

  5. De bijlage
    1. Bij het nijpen. Applausmuziek
    2. De goede componisten. Schlager

### Muziektheater

#### Opera's
| Voltooid in | titel                                  | aktes       | première | libretto                         |
| ----------- | -------------------------------------- | ----------- | -------- | -------------------------------- |
| 2004-2005   | De Russenoorlog, op. 49                | 2 bedrijven |          | W. (Pip) Barnard en de componist |
| 2007-2008   | De Nieuwe Kleren van de Keizer, op. 55 | 2 bedrijven |          | Aris Bremer                      |

#### Balletten
| Voltooid in        | titel | aktes | première | libretto                                                               | choreografie |
| ------------------ | --- | ----- | -------- | ---------------------------------------------------------------------- | ------------ |
| 1984-1986 rev.1996 | Magic Mountain, op. 15 - 1. Introduction: Journey 2. Arrival. First Impressions 3. Funeral 4. Walpurgis-Night 5. With Clawdia 6. Drama 7. Thunderstrike |       |          | Fantastische scènes geïnspireerd door Thomas Mann en Thomas de Quincey |              |

#### Toneelmuziek
- 1981-1982 Angela and Oliver, a Musical Entertainement, gebaseerd op Broadway liederen van Kurt Weill, voor mezzosopraan, bariton, vocale groep en kamerorkest, op. 9
- 1993 As You Like It. Pictures from Shakespeare's Play, voor zangstem, dwarsfluit, hobo, klarinet, fagot, gitaar, twee violen, altviool, cello en contrabas, op. 28 - tekst: William Shakespeare
  1. Introduction: The Forest of Arden -
  2. ... and fleet the time carelessly, as they did in the golden world
  3. My soul hates nothing more than he
  4. Blow, blow, thou winter wind
  5. A fool, a motley fool!
  6. That wicked bastard of Venus
  7. Wedding is great Juno's crown -
  8. Finale: Play, music!
- 2011-2012 Der König der Vögel (The King of the Birds), Singspiel in 1 akte voor solisten, kinderkoor, gemengd koor en harmonieorkest, Op. 64 - libretto: Rudolf Herfurtner - opgedragen aan: Maurice Hamers

### Werken voor koor
- 1983 Dawn, voor gemengd koor a capella, op. 11 nr. 1 - tekst: Oscar Wilde (opgedragen aan: Marc Versteeg en het Vocaal Ensemble COQU)
  1. La Fuite de la Lune
  2. The Harlot's House
  3. Le Réveillon
- 1992 All through the Night, voor gemengd koor, piano en contrabas, op. 27 nr. 1
- 1992 Ways of Love, drie liederen op gedichten van Rupert Brooke, voor gemengd koor, op. 11 nr. 3 - (opgedragen aan: Radka Beranová)
  1. Beauty and Beauty
  2. There's Wisdom in Women
  3. Love Came One Summer Day
- 1993 An Elysium on Earth, voor gemengd kamerkoor, luit, harp, twee violen en cello, op. 27 nr. 2 - tekst: Thomas Moore
- 1993 An Elysium on Earth, voor gemengd kamerkoor, luit, gitaar en orgel, op. 27 nr. 2a - tekst: Thomas Moore
- 1993 We are the Music Makers, voor mannenkoor, op. 11 nr. 2
- 1995 Cum jubilo largos laudemus, Carmen Buranum voor gemengd koor a capella
- 2000 Komt dansend de Dood, voor kinder- of vrouwenkoor en piano vierhandig, op. 27 nr. 3
- 2001 Leise Lieder, voor gemengd koor a capella - tekst: Christian Morgenstern
- 2003 Sirenen, voor vrouwenkoor a capella, op. 44 nr. 1
  1. Lorelei - tekst: Heinrich Heine
  2. Die Waldhexe - tekst: Gottlob Ferdinand Maximilian von Schenkendorf
  3. Die Teichnixe - tekst: Karl Bernard Trinius
- 2005 Stabilitas, Carmen Buranum voor mannen-, kinder-, of vrouwenkoor

### Vocale muziek
- 1977-1979 Galgenlieder, voor bariton en orkest, op. 5 - tekst: Christian Morgenstern (opgedragen aan: Frans Lambour)
  1. Intr.: Wie die Galgenlieder
  2. Es pfeift der Wind
  3. Gruselett
  4. Der Dämon
  5. Feuerprobe
  6. Die wiederhergestellte Ruhe
  7. Gruselett II
  8. Plötzlich...
- 1978 Five Tolkien Songs, zangcyclus voor mezzosopraan en piano, op. 2 (opgedragen aan: Monica Notten)
  1. The Road
  2. Bath Song
  3. Beside the Fire
  4. Drinking Song
  5. The Road
- 1983-1984 Neue Galgenlieder, voor bariton, kamerkoor en orkest, op. 13 - tekst: Christian Morgenstern
  1. Herr Meier
  2. Igel und Agel
  3. Das Große Lalula
  4. Die unmögliche Tatsache
  5. Das Grammophon -
  6. Notturno in Weiß
- 1991 rev.2000 Das Hohelied, voor tenor en piano - tekst: Heinrich Heine (opgedragen aan: Mimi Deckers)
- 1992 Lieder und Tänze der Nacht, zangcyclus voor sopraan, harp, piano, klavecimbel, twee violen, altviool, cello en contrabas, op. 26 - tekst: Rainer Maria Rilke - (opgedragen aan: Marie-José Verstralen)
  1. Am Rande der Nacht
  2. Toten-Tanz
  3. Aus einer Kindheit
  4. Letzter Abend
  5. Der Wahnsinn
  6. Epilog
- 1993-1994 Cantica Artis, voor bariton, gemengd koor en orkest, op. 29
  1. In Mabilium - tekst: Joachim du Bellay/Politianus en de componist
  2. Poeta-poema - tekst: Barth en de componist
  3. Ad Elsulam - tekst: Conrad Celtis en de componist
  4. Ad Apollinem, ut veniat - tekst: Conrad Celtis en de componist
- 2000 De Nacht, voor sopraan, alt, viool, cello en twee piano's - tekst: W. (Pip) Barnard
- 2001 Песни и пляски любви (Songs and Dances of Love), zangcyclus voor vrouwenstem en pianotrio, op. 42 - tekst: Анна Андреевна Ахматова (Anna Achmatova)
  1. Любовь (Love)
  2. Всё обещало мне его (Everything promised him to me)
    1. Дорожная песенка (Little song for on the way)
    2. Твоя раба (Your slave)

  3. Чёрный шёпоток (Dark whisperings)
    1. К позту в гости (A visit to the poet)
    2. Измена Голос из тзмноты (Deceit. Voice from the dark)
    3. Ночью (At night)

  4. Как забуду (How shall I ever forget?)
    1. Неповторимие слова (Words that should not be repeated)
    2. Близость (Closeness)
- 2002 In de Trein, versie voor zangstem, cello en piano - tekst: Willem Wilmink
- 2005 Fill Ev’ry Glass, rondgezang voor een voorzanger en een vocale groep

### Kamermuziek
- 1975-1976 Nocturne, voor klarinet en piano
- 1977-1978 Passacaglia, Intermezzo e Fuga, in ancient style, voor 2 alt blokfluiten, 2 dwarsfluiten (of 4 dwarsfluiten), hobo, piano, 2 violen en 2 cello's
- 1978-1979 rev.1990 Vier stukken, voor viool en piano, op. 1
- 1982 Eris, voor dubbel blaaskwintet, cello en contrabas, op. 10
- 1985-1989 High Speed, voor fluitkwartet, op. 18
- 1989-1990 Strijkkwartet nr. 1, op. 21
- 1990 Quickstep voor Elise, voor twee violen, altviool, cello, contrabas en piano (later verwerkt in Juke-Box, op. 35)
- 1992 Capriccio!, voor twee violen, altviool, cello, contrabas en piano (later verwerkt in Juke-Box, op. 35)
- 1992 Drie Portretten, voor twee violen (of viool en altviool) en cello, op. 14 nr. 1
- 1993-1995 Jiddische Suite, voor cello en piano, op. 17
  1. Lechajim!
  2. Jankele
  3. Bagleytn
  4. Во славу Браука / Homage to Brauck
- 1996 rev.1999 Sextet voor Strijkers, op. 33
  1. Overture and Scene
  2. Scherzo
  3. Elegy. Sas Bunge in memoriam
  4. Finale
- 1997 Juke-Box, Capriccio voor piano en strijkkwintet, op. 35
  1. Openingstune
  2. Easy going
  3. Spiegelzaal
  4. Quickstep voor Elise
  5. Huppelende Alpen
  6. Finale
- 1997-1998 Strijkkwartet nr. 2 "Diana", op. 36
- 2000 Herinnering aan Dyma, voor viool en piano
- 2001-2005 Bubbles, Five Miniatures for Ten Players, voor dwarsfluit, saxofoonkwartet (sopraan, alt, tenor, bariton) fagot, contrafagot, viool, cello en contrabas
  1. Agile and crisp
  2. Jaggedly floating
  3. Mysteriously agitated
  4. Lively and sparkling
  5. Eerily tranquil
- 2001-2006 Bubbles, Five Miniatures for Seven Players, voor dwarsfluit, klarinet, piano en strijkkwartet
- 2005 Umpa Lumpa, voor drie tom-toms en piano
- 2005 Rag Time voor Benjamin, voor cello en piano
- 2005 Herakles, voor cello en piano
- 2006 Fantasie over een Armeense Rondedans, voor trompet en piano, op. 51
- 2007 Funk, voor drumset en elektrisch piano
- 2008 Ariel, voor altsaxofoon en piano
- 2010 Schwegelpfeifer-Intrada, voor trompetkwartet

### Werken voor piano
- 1976 Petite danse à ouvrir
- 1978 Toccata, voor piano (rechte hand)
- 1979 Tarantula, voor twee piano's, op. 3
- 1995 Ballade, op. 41 nr. 1
- 2000 Prelude after a sketch by Richard Wagner
- 2001 Lilith. Scherzo, op. 41 nr. 2

### Werken voor accordeon-orkest
- 1999-2005 Serenade, op. 39

### Filmmuziek
- 1983 Kunst op de Bodem (Art in Flevoland)

## Media
1. ↑  Verplichte werken (Testpieces) Fanfare 1e divisie (gearchiveerd)

- Bibliothèque nationale de France: cb14845681m (data)
- Gemeinsame Normdatei: 142305979
- International Standard Name Identifier: 0000 0001 0644 4815
- Library of Congress Control Number: n79146971
- MusicBrainz: 92ec25d1-bcb9-4730-aa95-8dccfd55fed6
- Nationale Bibliotheek van Israël: 987007258968205171
- Nederlandse Thesaurus van Auteursnamen: 087272075
- Virtual International Authority File: 79910483
- WorldCat: E39PBJccd7y78MXM678pBBh4MP